# Pseudocopulación

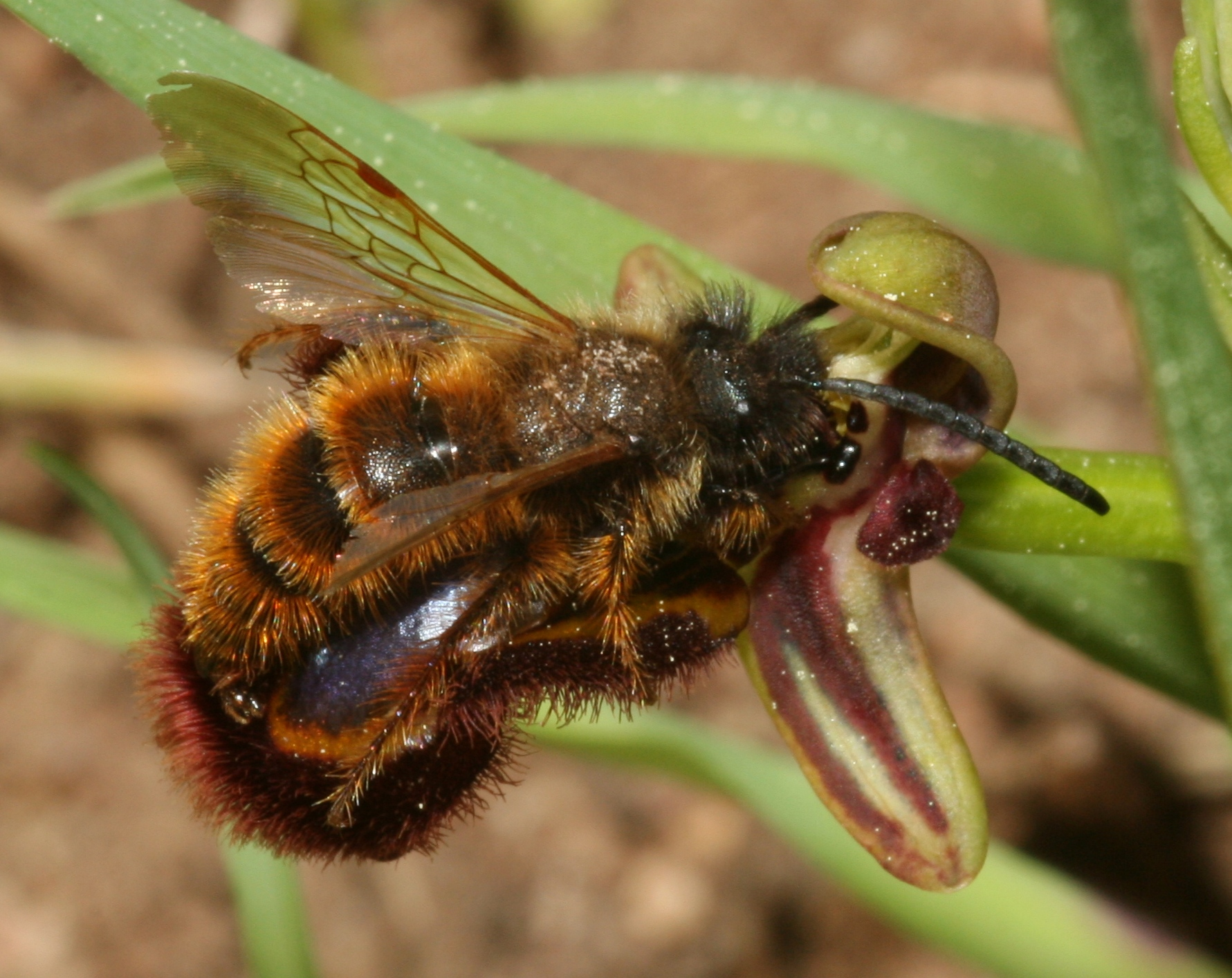
La orquídea Ophrys speculum imita a una avispa hembra. Dasyscolia ciliata trata de aparearse.

En botánica, la pseudocopulación describe una conducta similar a la copulación que puede servir a la función reproductiva de al menos uno de los participantes pero que no involucra una unión sexual verdadera entre los individuos. Se aplica generalmente este término a los polinizadores que intentan copular con una flor. Muchas flores imitan a las hembras de ciertas especies de insectos para de ese modo atraer a los machos, los cuales, al intentar copular con la flor, transfieren los granos de polen de una planta a otra. Esta forma de mimetismo se ha denominado «mimetismo pouyaniano».

## Historia
Hay flores engañosas que imitan la forma, pilosidad y olor de las hembras de ciertas avispas o abejas. El caso mejor conocido es el de Ophrys insectifera orquídea del sur de Europa; es visitada únicamente por dos especies de avispas del género Argogorytes. Los machos nacen en primavera varias semanas antes que las hembras, y en sus primeros vuelos son atraídos por la fragancia de las flores de Ophrys, similar a las feromonas secretadas por las hembras. Además, el labelo presenta forma, color y textura similar a las hembras. El proceso se designa como pseudocopulación porque las avispas macho intentan aparearse con la flor, y al hacerlo, entran en contacto con la antera, trasladando los polinios de una flor a otra en intentos sucesivos.

## Mecanismo
Varios géneros de orquídeas terrestres se reproducen por este mecanismo. Los géneros más conocidos y mejor documentados son, además de los ya mencionados Ophrys y Cryptostylis, Drakaea, Caladenia, Chiloglottis, Geoblasta, Arthrochilus, Calochilus, Leporella y Spiculaea. La gran mayoría de los géneros de orquídeas terrestres que utilizan la pseudocopulación se encuentran en Australia y el género más grande de orquídeas con especies pseudocopuladas es Ophrys de Europa. El mecanismo no está en absoluto circunscripto a un continente en particular, ya que también se ha informado para una especie sudamericana (Geoblasta penicillata) y dos orquídeas sudafricanas del género Disa.

Idéntico mecanismo utiliza Tolumnia henekeni, cuya flor semeja la hembra de una especie de abeja, Centris insularis, y lo hace tan bien que el macho de esta especie es engañado y trata de copular la imitación de hembra que le ofrece la flor. Haciendo esto poliniza la flor. 
En Caleana, denominada en los países de habla inglesa "duck orchid" ("orquídea pato") por la semejanza de su labelo con la cabeza de un pato y el resto de la flor con el cuerpo de un pato en pleno vuelo, se ha descripto un mecanismo de pseudocopulación algo diferente. Esta especie usa un mecanismo de resorte para atrapa a los insectos en una bolsa, siendo su única posibilidad de escapar a través del polinio y del estigma. Los machos de los insectos polinizadores aterrizan en el labelo, lo que dispara un mecanismo de relajación de dos bisagras (una es la del labelo-lámina y la otra es la de la lámina-perianto) que da vuelta al insecto con la parte de atrás de su tórax en la bolsa que contiene el estigma y la polinia.
La pseudocopulación no solo está restringida a polinizadores pertenecientes al orden de los himenópteros (abejas y avispas). De hecho, ha sido descripta también para dípteros (un mosquito del género Bradysia) que pseudocopulan especies de Lepanthes, uno de los géneros más amplios de angiospermas que habitan las selvas neotropicales.
Las flores de las orquídeas del género Ophrys no solo imitan la forma, el tamaño y el color de las hembras de sus polinizadores, sino que también emiten una fragancia que incluye varios compuestos que se encuentran en las feromonas sexuales de las hembras, con lo cual logran reforzar la conducta sexual de los machos. Se han comparado los compuestos volátiles emitidos por Ophrys iricolor y las feromonas femeninas de su especie polinizadora, Andrena morio, tanto desde el punto de vista químico como electrofisiológico. Se han descubierto más de 40 compuestos, entre ellos alcanos y alquenos de 20 a 29 átomos de carbono, aldehídos con 9 a 24 carbonos y dos ésteres. Casi todos esos compuestos se hallaron en similares proporciones tanto en los extractos florales de O. iricolor como en los extractos de la superficie cuticular de las hembras de A. morio, como se puede observar en la tabla de arriba.
Los compuestos volátiles biológicamente activos de este patrón son muy similares a los utilizados por otras especies de Ophrys que son pseudocopuladas por machos de los géneros Andrena y Colletes.